# Атанасов, Рубен Ильич
Рубен Ильич Атанасов (1975—1995) — сержант Вооружённых Сил Российской Федерации, участник Первой чеченской войны, погиб при исполнении служебных обязанностей, кавалер медали Суворова (посмертно).

## Биография
Рубен Ильич Атанасов родился в 1975 году в селе Эдиссия Курского района Ставропольского края в семье сельских тружеников. Учился в Эдиссийской средней школе, во время учёбы увлекался рисованием и выжиганием по дереву. По окончании школы поступил на шофёрские курсы в городе Будённовске Ставропольского края, которые окончил в 1993 году. В том же году Атанасов был призван на службу в Вооружённые Силы Российской Федерации. По завершении обучения он был направлен в 110-ю отдельную разведывательную роту 104-й гвардейской воздушно-десантной дивизии. Начало боевых действий Первой чеченской войны в конце 1994 года застало его в городе Буйнакске Республики Дагестан, где дислоцировалось его подразделение. Вскоре оно было поднято по тревоге и переброшено в Чеченскую Республику.
В составе своей роты сержант Рубен Атанасов участвовал в штурме столицы Чечни — города Грозного. Вместе со своими сослуживцами он принимал активное участие в ожесточённых боях за главное правительственное здание республики — Президентский дворец. 13 января 1995 года в очередной схватке Атанасов получил тяжёлое ранение в голову, от которого вскоре скончался, так и не придя в сознание.
Похоронен на кладбище села Эдиссия Курского района Ставропольского края.
Указом Президента Российской Федерации сержант контрактной службы посмертно был удостоен медали Суворова.

## Память
- В честь Атанасова названа улица в его родном селе Эдиссия.